# Bruno Julie
Bruno Julie (egentligen Louis Richard Julie) född 11 juli 1978, är en mauritisk bantamviktsboxare. 

## Karriär
I sin första stora turnering vid Samväldesspelen 2002 i Manchester, Storbritannien hade han nått kvartsfinalerna. I samväldesspelen 2006 nådde han finalen där han besegrade botswanen Mmoloki Nogeng, men förlorade mot indiern Akhil Kumar. Samma år slutade han på andra plats i de afrikanska mästerskapen i boxning. Julie kvalificerade sig till OS 2008 i Peking, Kina. Den 18 augusti 2008 gjorde Julie en historia när han vann kvartsfinalerna i herrarnas 54 kg bantamvikt och garanterade därför sig själv minst en bronsmedalj. Det betydde att Julie blev Mauritius första OS-medaljör någonsin.

## Meriter

### Olympiska meriter

#### Olympiska sommarspelen 2008
- Huvudartikel: Boxning vid olympiska sommarspelen 2008

| Tävlande    | Viktklass  | Sextondelsfinal                                        | Åttondelsfinal                                       | Kvartsfinal                                        | Semifinal                                      | Final                |
| Tävlande    | Viktklass  | Motståndare Resultat                                   | Motståndare Resultat                                 | Motståndare Resultat                               | Motståndare Resultat                           | Motståndare Resultat |
| ----------- | ---------- | ------------------------------------------------------ | ---------------------------------------------------- | -------------------------------------------------- | ---------------------------------------------- | -------------------- |
| Bruno Julie | Bantamvikt | 12 augusti 2008 Emanuel Thabiso Nketu (LES) Vinst 17-8 | 15 augusti 2008 Khurshid Tadjibayev (UZB) Vinst 16-4 | 18 augusti 2008 Héctor Manzanilla (VEN) Vinst 13-9 | 22 augusti 2008 Yankiel León (CUB) Förlust 5-7 | Gick inte vidare     |